# Wérapoli
Wérapoli, également orthographié Ouérapoli, est une commune rurale située dans le département d'Arbinda de la province du Soum dans la région du Sahel au Burkina Faso.